# Мікума (крейсер)

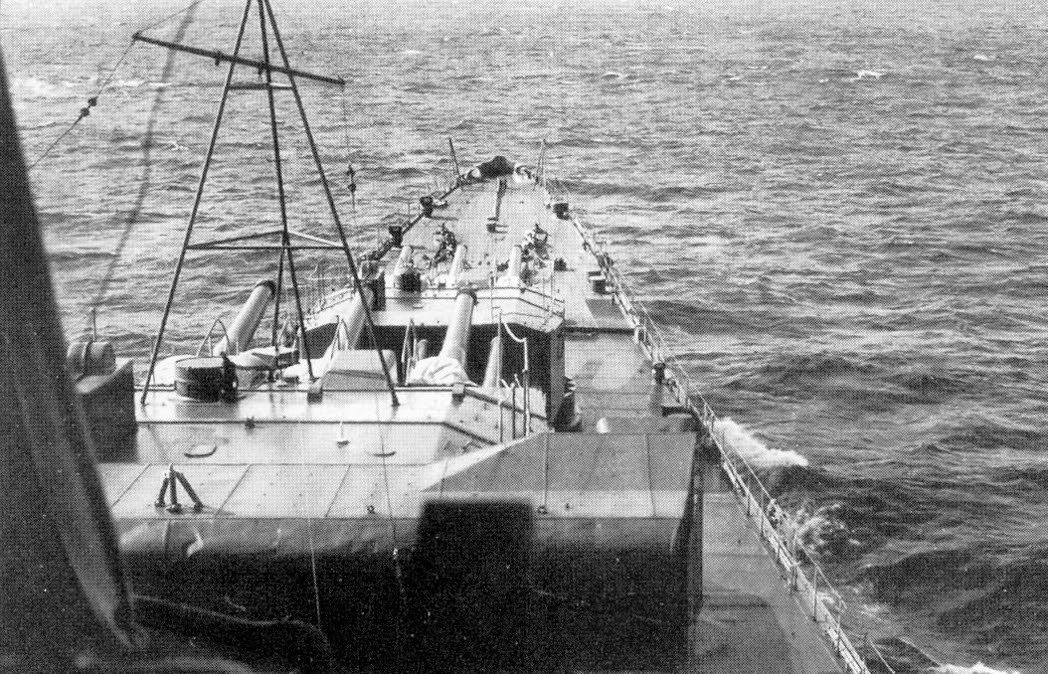
Носова частина крейсера у 1939 році до модернізації, ще наявні башти головного калібру із 3 гарматами

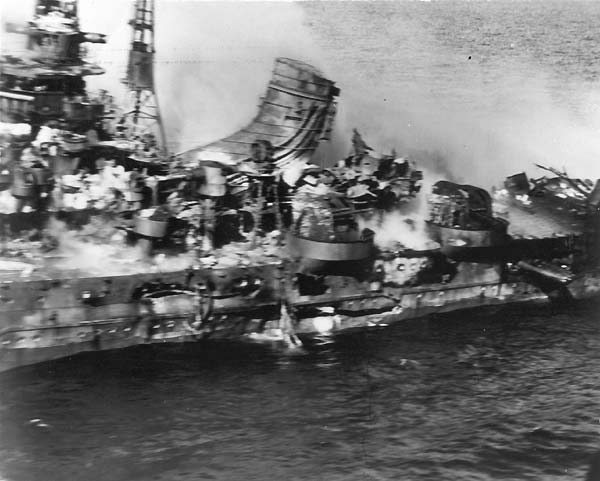
6 червня 1942, Мікума горить

Мікума (Mikuma, яп. 三隈) — важкий крейсер Імперського флоту Японії, який брав участь у Другій світовій війні.
Корабель, який належав до крейсерів типу «Могамі», спорудили у 1935 році на верфі компанії Mitsubishi в Нагасакі. Особливістю крейсерів цього типу було встановлення башт головного калібру із трьома 155-мм гарматами, що дозволяло класифікувати їх як легкі крейсери. Водночас проєктанти одразу врахували можливість заміни башт на традиційні із двома 203-мм гарматами, що й зроблено наприкінці 1930-х та перевело кораблі до класу важких крейсерів (а попередні башти передали для лінкорів типу «Ямато» — втім, їх 155-мм універсальні гармати виявились не надто ефективними для ведення зенітного вогню).
З 16 липня по 7 серпня 1941-го Мікума здійснив похід до Південно-Східної Азії, пов'язаний зі введенням японських військ до Французького Індокитаю. Під час цієї операції крейсер спершу побував у порту Самах (острів Хайнань), а потім супроводжував конвой з військами до Сайгону (наразі Хошимін) на півдні В'єтнаму.
Станом на 1941 рік корабель належав до 7-ї дивізії крейсерів. 20—26 листопада він пройшов з Куре до Самаху, а 4 грудня всі чотири кораблі дивізії в супроводі 3 есмінців вийшли в море, маючи завдання зайняти позицію в районі мису Камау (найпівденніший пункт в'єтнамського узбережжя) та провадити дистанційне прикриття Першого Малайського конвою. Останній уже в перший день бойових дій 8 грудня (тільки по іншу сторону лінії зміни дат від Перл-Гарбору) провів висадку десанту на півострові Малакка. Після цього японці почали очікувати на контратаку британського флоту й невдовзі після опівдня 9 грудня японський підводний човен повідомив про виявлення ворожої ескадри, головну силу якої становили 2 лінкори. На світанку 10 грудня крейсери 7-ї дивізії об'єднались з головними силами адмірала Кондо (2 лінкори та 2 важкі крейсери). Втім, цього разу вступити в бій їм не довелось, оскільки тієї ж доби японська базова авіація потопила обидва ворожі лінкори. Після цього крейсерський загін прибув до острова Пуло-Кондоре (наразі Коншон, неподалік від південного завершення В'єтнаму), де розділився. Мікума та ще один крейсер під охороною есмінців «Хацуюкі» та «Сіраюкі» залишились біля цього острова, тоді як два інші вирушили для підтримки десанту на Борнео.
12 грудня 1941-го загін Мікума полишив район Пуло-Кондоре та з 14 грудня забезпечував прикриття Другого Малайського конвою, який розпочав розвантаження на півострові Малакка 16 грудня. 19 грудня Мікума прибув до бухти Камрань (центральна частина узбережжя В'єтнаму).
22 грудня 1941-го Мікума та ще один важкий крейсер під охороною есмінця «Хацуюкі» вийшли з Камрані для дистанційного прикриття висадки в Кучингу (центр нафтовидобутку на північно-західному узбережжі острова Борнео). Десантування успішно провели в ніч проти 24 грудня, а 29 грудня загін Мікума повернувся до Камрані.
16 січня 1942-го Мікума полишив Камрань у складі великого з'єднання, яке включало ще 4 важкі та 2 легкі крейсери. Це пояснювалось отриманням японським командуванням хибних даних про прибуття до Сінгапуру чергового британського лінкора, так що 19 січня крейсер повернувся в Камрань.
23 січня 1942-го Мікума та ще один важкий крейсер під охороною есмінця «Уранамі» полишив Камрань у межах операції зі створення бази на островах Анамбас (дві з половиною сотні кілометрів на північний схід від Сінгапуру). Одразу після цього вони перейшли до дистанційного прикриття висадки в Ендау на півострові Малакка (менш ніж за півтори сотні кілометрів від головного британського гарнізону в Сінгапурі). Втім, безпосереднього прикриття виявилось достатньо і воно змогло самостійно відбити атаки авіації, а потім і есмінців, так що Мікума не довелось вступити у бій, а 28 січня він повернувся до Камрані.

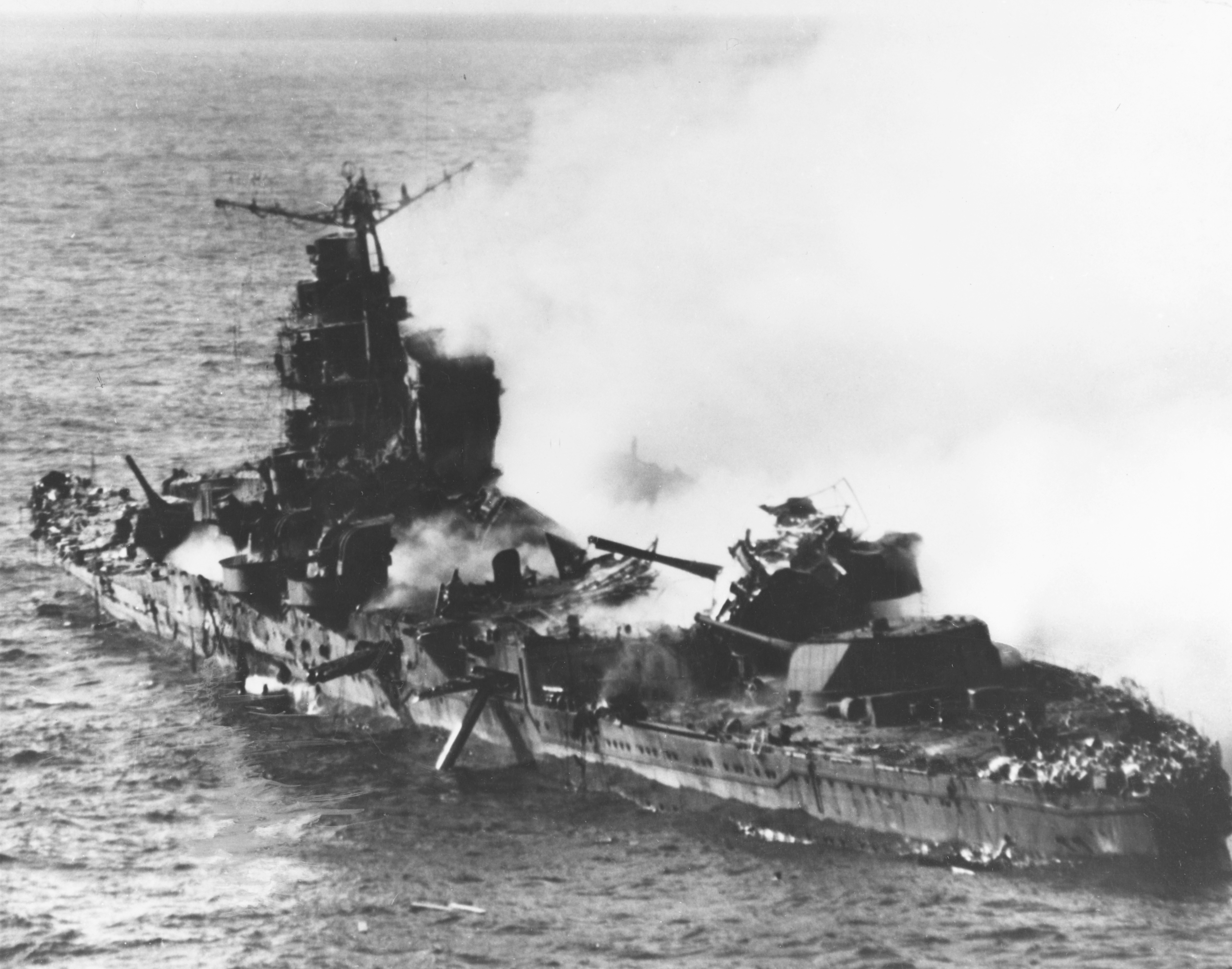
6 червня 1942, Мікума горить і тоне

10 лютого 1942-го Мікума та ще 4 важкі крейсери вийшли з Камрані в межах операції по висадці на сході Суматри в районі центру нафтовидобутку в Палембанзі. У ніч проти 15 лютого японці здійснили висадку на острів Бангка (біля північно-східного узбережжя Суматри) та стали готуватись до просування по річці в напрямку Палембанга, де ще 14 числа викинули повітряний десант. 15 лютого надійшли повідомлення про наближення від Яви ворожої ескадри і загін Мікума почав готуватись до бою, проте вже під попередніми ударами авіації союзники відступили. 17 лютого дивізія Мікума відбула для дозаправки та відпочинку на островах Анамбас.
24 лютого 1942-го Мікума і 3 інші важкі крейсери вирушили з бази на Анамбас для підтримки вторгнення на Яву, десантування на яку відбулось у ніч проти 1 березня. При цьому 7-ма дивізія розділилась на два загони і Мікума разом зі ще одним важким крейсером під ескортом есмінця «Сікінамі» приєднались до безпосереднього прикриття висадки в затоці Бантам (до того групу транспортів до Бантам супроводжували 1 легкий крейсер та 6 есмінців). Саме тут в ніч десантування відбулось зіткнення з ворожими крейсерами, які намагались вирватись у Індійський океан після поразки в битві у Яванському морі (відоме як бій у Зондській протоці). Невдовзі після опівночі один з есмінців помітив силуети двох ворожих кораблів, а за пів години есмінці вступили в бій, оскільки крейсери союзників спробували напасти на транспорти. Згодом у бій вступили Мікума та інший важкий крейсер, а торпеди есмінців почали досягати цілі. У підсумку обидва крейсери союзників були потоплені, при цьому на Мікума загинуло 6 членів екіпажу. 4 березня Мікума полишив Яву та 5 березня прибув до Сінгапура.
З 9 по 15 березня 1942-го Мікума та ще 4 важкі крейсери виходили з Сінгапура, щоб прикрити висадку на півночі Суматри, яка відбулась 12 березня. Та ж сама група рушила в море 20 березня для прикриття десанту на Андаманські острови в Порт-Блер, який провели 23 числа. 26 березня загін Мікума прибув до південнобірманського порту Мергуй (наразі М'єй на східному узбережжі Андаманського моря).
Тим часом японське ударне авіаносне з'єднання вийшло для рейду до Індійського океану. Північніше від нього в Бенгальській затоці проти ворожого судноплавства мало діяти угруповання з легкого авіаносця та 5 важких крейсерів, серед яких був і «Мікума». 1 квітня 1942-го вони полишили Мергуй та попрямували на захід, а 6 квітня провели бліц неподалік від східного узбережжя Індії. При цьому загін розділився на три групи, з яких Мікума та ще один важкий крейсер під прикриттям одного есмінця становили південну, яка знищила 3 торгові судна — Dardanus (7726 GRT), Gandara (5281 GRT) та Indora (6622 GRT). 11 квітня загін, до якого належав «Мікума», прибув до Сінгапура. 13—22 квітня крейсер прямував до Куре, після чого пройшов короткочасний доковий ремонт.
22—26 травня 1942-го «Мікума» та інші 3 крейсери 7-ї дивізії під охороною 2 есмінців пройшли з Куре до Гуаму (Маріанські острови), звідки цей загін невдовзі вирушив у межах мідвейської операції, маючи завдання забезпечувати дистанційне прикриття транспортів з військами. 4 червня японське ударне авіаносне з'єднання зазнало катастрофічної поразки в битві при Мідвеї, що призвело до скасування операції. Ввечері того ж дня під час прямування 7-ї дивізії в кільватерному строю був помічений американський підводний човен «Тамбор» у надводному положенні. Для ухилення від можливої атаки командир дивізії віддав наказ повернути на 45 градусів. Капітан «Мікума», який ішов третім у колонні, помилився та довернув на 90 градусів. «Могамі» був четвертим у колоні та чітко виконав наказ, через що таранив «Мікума». На Мікума був пробитий один з резервуарів для пального й нафта почала витікати в море, втім, більше серйозних пошкоджень не було. Оскільки Мікума та «Могамі» могли пересуватись лише зі зменшеною проти звичайного швидкістю, 7-ма дивізія розділилась. Два крейсери попрямували уперед, а Мікума та «Могамі» залишились під охороною есмінців «Арасіо» та «Асасіо» і рухались зі швидкістю лише 12 вузлів.
Вранці 5 червня 1942-го літаючий човен «Каталіна» з Мідвею виявив загін Могамі. Проти них вислали групу ударних літаків, але їй не вдалось досягнути якихось серйозних успіхів. Так само безрезультатним був наліт кількох горизонтальних бомбардувальників B-17 «Літаюча фортеця». Вранці 6 червня відбувся новий наліт, який провели літаки з авіаносця «Хорнет». Біля «Мікума» сталось кілька близьких вибухів, проте це також не призвело до серйозних наслідків. Після опівдня під час атаки літаків з авіаносця «Ентерпрайз» «Мікума» дістав п'ять прямих влучань бомбами, ще дві вибухнули неподалік від корабля. На кораблі виникло кілька пожеж, і дещо більше ніж за годину здетонували кілька власних торпед, що призвело до великої пробоїни нижче від ватерлінії. Віддали наказ полишити корабель і його екіпаж почав переходити на важкий крейсер «Могамі» та есмінець «Арасіо», які стали побіч з Мікума. Під час наступного нальоту в Мікума влучила ще одна бомба, додаткових пошкоджень зазнав і «Могамі». Як наслідок, невдовзі японські кораблі полишили Мікума та відновили рух, хоча встигли прийняти лише дві з половиною сотні осіб. Мікума тримався на воді ще 4 години, після чого затонув, загинуло близько семи сотень членів екіпажу. 9 червня американський підводний човен «Траут» підібрав 2 вцілілих з Мікума.